# Cyrtandra insolita
Cyrtandra insolita är en tvåhjärtbladig växtart som beskrevs av Olive Mary Hilliard och Brian Laurence Burtt. Cyrtandra insolita ingår i släktet Cyrtandra och familjen Gesneriaceae. Inga underarter finns listade i Catalogue of Life.